# Schematyzm Archidiecezji Poznańskiej
Schematyzm Archidiecezji Poznańskiej – rocznik urzędowy kościołów i duchowieństwa archidiecezji poznańskiej, wydawany w języku łacińskim, a od 1929 roku w języku polskim.
Od 1923 roku schematyzm był wydawany wspólnie z archidiecezją gnieźnieńską i zawierał dane archidiecezji gnieźnieńskiej i poznańskiej. W latach 1929–1938 był wydawany Rocznik Archidiecezji Gnieźnieńskiej i Poznańskiej w języku polskim. W 1947 roku rocznik został podzielony na: Rocznik Archidiecezji Gnieźnieńskiej i Rocznik Archidiecezji Poznańskiej.
W I połowie XX wieku rocznik zawierał: biografie papieża i biskupów archidiecezji, wykaz członków urzędów biskupich (kurii metropolitarnej i sądu metropolitarnego), skład osobowy archidiecezjalnych kapituł i kolegiat. Wykaz profesorów i alumnów Wyższego Seminarium Duchownego, wykaz parafii w dekanatach. Również były wzmiankowane: duszpasterstwo wojskowe, wizytatorowie i nauczyciele religii, Papieskie dzieła misyjne, stowarzyszenia kościelne, wykaz kapłanów (poza archidiecezjami, emerytów, zmarłych), wykaz klasztorów z członków zakonów i zgromadzeń męskich oraz żeńskich. Na zakończenie był alfabetyczny spis księży i alfabetyczny spis miejscowości posiadających parafię, kościół i kaplicę.